# إرنست كونيغ
إرنست كونيغ (بالألمانية: Ernst König)‏ هو عسكري ألماني، ولد في 12 أغسطس 1908 في فولدا في ألمانيا، وتوفي في 3 مارس 1986 في غوتينغن في ألمانيا.